# 지다 아사미
치다 아사미(地田麻未, 1993년 12월 28일 ~ )는 자유형을 주종목으로 하는 일본의 수영 선수이다. 2014년 인천 아시안게임 여자 자유형 800m 결승 경기에서 동메달을 획득했다.